# Ancestry
Ancestry är ett amerikanskt företag som tillgår DNA-släktforskning och släktforskning på internet. Ancestry grundades år 1983. Ancestry har sitt huvudkvarter i Lehi, USA och hade 1400 anställda 2022.
Företaget hade i början av 2020-talet 20 miljarder historiska uppgifter och den svenska delen har många miljoner uppgifter från svenska kyrkböcker tack vare Genlines arbete och som nu är en del av Ancestry. Ancestry är verksamt i mer än 30 länder och har mer än 2,5 miljoner betalande kunder. Företaget har DNA-data från mer än 15 miljoner användare.